# Rednitz
Rednitz er en flod i Bayern i Tyskland og en af kildefloderne til Regnitz med en længde på 48 km. Den har sit udspring, hvor floderne Fränkische Rezat og Schwäbische Rezat løber sammen i  i Georgensgmünd (Landkreis Roth). Rednitz løber nordover gennem Roth bei Nürnberg, Schwabach og de sydlige dele af Nürnberg. Rednitz møder floden Pegnitz i Fürth, og de danner sammen floden  Regnitz. 
49°11′17″N 11°01′20″Ø / 49.1881°N 11.0222°Ø